# Heinrich Schmid (Sprachwissenschaftler)
Heinrich Schmid (* 6. April 1921 in Zürich; † 23. Februar 1999 ebenda) war ein Schweizer Sprachwissenschafter und der Schöpfer der rätoromanischen Dachsprachen Rumantsch Grischun und Ladin Dolomitan.

## Leben und Wirken
Heinrich Schmid bewohnte zeit seines Lebens dasselbe Haus in Zürich, in dem er auch geboren worden war. Trotz einer angeborenen Schwerhörigkeit erwachte in ihm schon in seiner Jugendzeit die Liebe zu den Sprachen. Schon früh lernte er neben Griechisch und Latein die romanischen Sprachen Französisch, Italienisch, Spanisch und die einzelnen rätoromanischen Idiome.
Nach der Maturität studierte er in Zürich Romanistik. Sein Studium, in welchem der Schwerpunkt auf Sprachgeschichte und Sprachgeographie lag, beendete er 1946 summa cum laude. Nach einem Aufenthalt in Florenz kehrte er in die Schweiz zurück, wo er aufgrund seiner Hörbehinderung nur schwer einen angemessenen Broterwerb fand. Er erhielt schliesslich eine Stelle als Mitarbeiter am Rätischen Namenbuch und arbeitete für fast 15 Jahre am Dicziunari Rumantsch Grischun mit. Im Jahre 1962 habilitierte er sich an der Universität Zürich und bald darauf erfolgte die Beförderung zum Assistenzprofessor und drei Jahre später zum Extraordinarius.
Kurz vor seinem Rücktritt vom akademischen Lehramt im Jahre 1983 erhielt er Anfang 1982 von der Lia Rumantscha den Auftrag, eine gemeinsame bündnerromanische Schriftsprache für alle fünf Hauptdialekte zu schaffen. Nach nur sechs Wochen Arbeit legte er im April 1982 seine Richtlinien für die gemeinsame Schriftsprache vor. Danach folgten rege Diskussionen und Reisen in alle Teile des bündnerromanischen Sprachgebiets, wo er für die gemeinsame Schriftsprache warb und viele Vorbehalte zerstreuen konnte. Dadurch wurde das Rätoromanische in der Schweizer Öffentlichkeit stärker wahrgenommen und eine neue Dynamik kam ins rätoromanische Sprachgebiet, die auch das Ladinische erfasste.
Im Jahre 1988 baten Vertreter der Dolomitenladiner Heinrich Schmid, auch für sie eine gemeinsame Schriftsprache zu schaffen. Schmid konnte im Sommer 1998 schliesslich die langerwartete Publikation der Wegleitung für den Aufbau einer gemeinsamen Schriftsprache der Dolomitenladiner erleben. Die italienische Übersetzung dieses Werkes erlebte er jedoch nicht mehr, da er im Februar 1999 einem Herzinfarkt erlag. Sein Nachlass befindet sich in der Biblioteca Chasa Jaura in Valchava.

## Auszeichnungen
- 1996: Preis der Stiftung Dr. J. E. Brandenberger

## Werke
- Zur Formenbildung von „dare“ und „stare“ im Romanischen. Dissertation. Francke, Bern 1949.